# Michaël Gillon
Michaël Gillon (1974, Lieja, Bèlgica) és un astrofísic belga, professor de la Universitat de Lieja, especialitzat en la identificació i caracterització de planetes extrasolars, dels quals n'ha descobert tretze, entre els quals en destaquen els set semblants a la Terra del sistema TRAPPIST-1, primer sistema descobert amb tants d'exoplanetes que poden presentar aigua líquida a la seva superfície.

## Vida
Gillon completà els seus estudis secundaris als 17 anys a Athénée Royal d'Aywaille i s'allistà a l'exèrcit belga, on hi serví durant 7 anys a l'infantaria. Als 24 anys abandonà l'exèrcit per matricular-se a la Universitat de Lieja on, després de cinc anys s'hi llicencià en bioquímica i completà el primer cicle de física. La seva tesi de llicenciatura fou premiada el 2002 per la fundació Marcel-Florkin de la Universitat de Lieja. El 2003 inicià la seva tesi doctoral en astrofísica, després de descartar altes opcions com genètica i bioquímica. En la seva tesi treballà amb les dades del satèl·lit CoRoT, on descobrí la seva passió pels exoplanetes. Completà la seva tesi doctoral el 2006 sota la direcció de Pierre Magain. A continuació realitzà una estada post-doctoral a la Universitat de Ginebra amb Michael Mayor, descobridor del primer exoplaneta el 1995. El 2009 retornà a la Universitat de Lieja on hi segueix com investigador.

## Obra

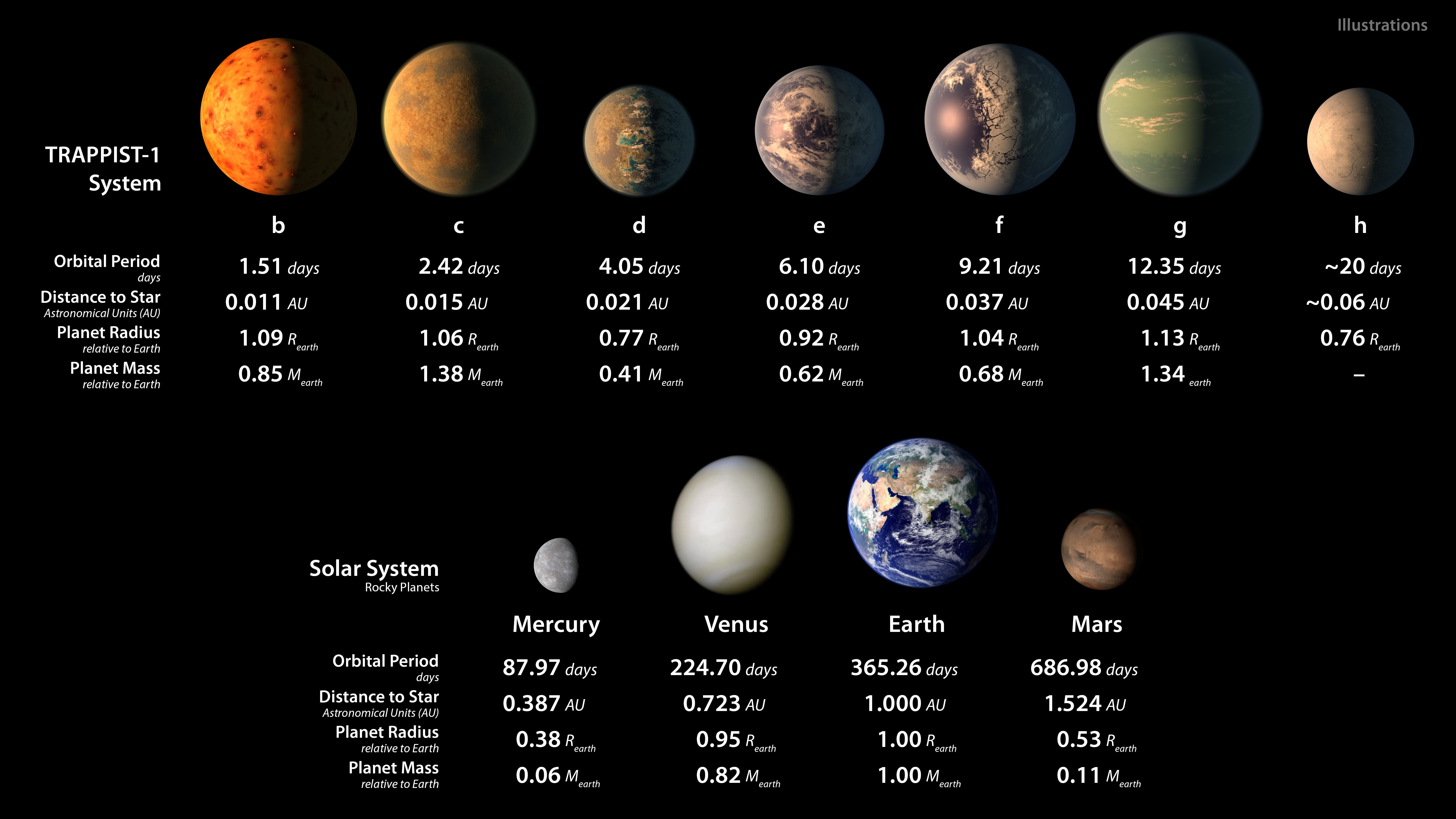
Sistema de TRAPPIST-1 comparat amb els planetes rocallosos del sistema solar

És l'investigador en cap del projecte TRAPPIST (TRAnsiting Planets and PlanetesImals Small Telescope) i ha dissenyat el projecte SPECULOOS Arxivat 2016-08-08 a Wayback Machine. (Search for Planets EClipsing ULtra-cOOl Stars) que té per objectiu l'estudi de les nanes ultra fredes per tal de detectar els sistemes planetaris habitables que estan a prop de la Terra.
Ha descobert, com a primer autor dels articles, els següents exoplanetes pel mètode del trànsit: WASP-6 b (2009), CoRoT-12 b (2010), WASP-50 b (2011), WASP-72 b, WASP-64 b (2013), WASP-103 b (2014), i el primer sistema de set exoplanetes semblants a la Terra (TRAPPIST-1) amb temperatures que permeten la presència d'aigua líquida a la seva superfície: TRAPPIST-1 b, TRAPPIST-1 c i TRAPPIST-1 d (2016), TRAPPIST-1 e, TRAPPIST-1 f, TRAPPIST-1 g i TRAPPIST-1 h (2017).